# 베르나르드 플리스
베르나르드 플리스(Bernhard Flies, 베를린 약 1770년 – ?)는 독일의 아마추어 작곡가이자 의사였다.
그의 파리 시절에 대해서는 알려진 바가 거의 없다. 그는 피아노 곡과 노래를 작곡했다. 그는 극장 연극에서 "Das Wiegenlied (Cradle Song)"로 알려진 자장가 '잘자라 우리아가'(Schlafe, mein Prinzchen, schlaf ein)를 작곡한 로맨틱한 음악으로 가장 잘 알려져 있다. 프리드리히 빌헬름 고터(Friedrich Wilhelm Gotter 1746–1797)가 쓴 Esther. 최근 연구에 따르면 이 노래는 원래 Johann Friedrich Anton Fleischmann이 작곡했다고 한다. 오랫동안 작곡가에 대해서 실수로 모짜르트(Wolfgang Amadeus Mozart)로 언급되었었는데 이는 쾨헬 목록(Köchel-Verzeichnis)에 KV350으로 수록된데에 기인했었으나 현대에 와서 수정되었다.

## 같이 보기
- 김성태 (1910년)